# Ariobarzanes II. (Kios)
Ariobarzanes von Kios (altgriechisch Ἀριοβαρζάνης Ariobarzánēs) herrschte in den Jahren 362 v. Chr. bis 336 v. Chr. über Mariandynien und später auch über Mysien. Er war der Sohn von Mithridates I., dem er in der Herrschaft folgte.
Ariobarzanes schloss sich vermutlich zunächst dem Aufstand der Satrapen in Kleinasien an, an dem sein Namensvetter Ariobarzanes, der Satrap aus Phrygien, eine bedeutende Rolle spielte. Nach der Niederlage blieb seine Position jedoch unangetastet. Später erhielt er als Nachfolger von Orontes I. Mysien, wahrscheinlich als Belohnung von Artaxerxes II. für seine Unterstützung gegen den rebellierenden Satrapen aus Phrygien.
Nach Diodor starb Ariobarzanes im Jahr 336 v. Chr. nach einer Herrschaftszeit von sechsundzwanzig Jahren. 